# Gildor Inglorion
Gildor Inglorion je izmišljen lik iz del o Srednjem svetu angleškega pisatelja J.R.R. Tolkiena.
Gildor je globoki vilin iz hiše Finroda. V Gospodarju prstanov sreča Froda Bisagina na poti iz Šajerske; tu ga posvari pred Črnimi jezdeci in ponudi hobitom hrano ter prenočišče.